# Veteran (motorfietstaal)

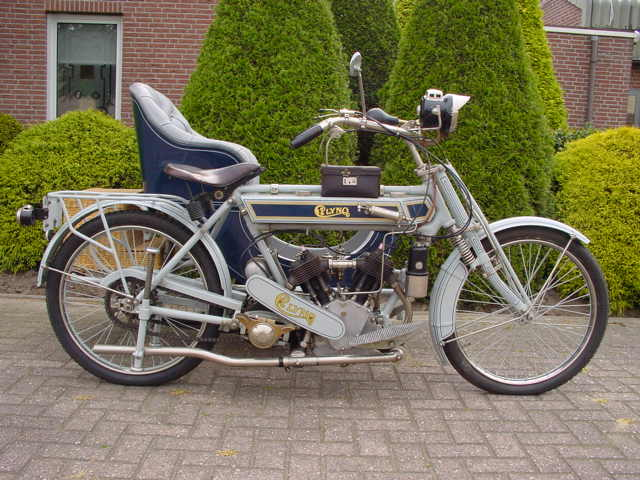
De Clyno 5/6 3 speed uit 1912 is een "veteran"

Een veteraanmotor is een klassieke motorfiets. 
Er bestaan diverse verenigingen voor veteraanmotoren, die bijeenkomsten, toertochten, beurzen en wedstrijden organiseren. In Nederland is de bekendste de  VMC (Veteraan Motoren Club).
Veteran is een aanduiding van de Engelse Vintage Motor Cycle Club voor motorfietsen van 1905 t/m 1914. Aanduidingen voor andere klassen zijn:
Pioneer, Vintage en Post-Vintage.
Veteran is ook een klasse-indeling bij Classic Reliability Trials, de motoren van vóór 1915. Zie ook Vintage en Pre-War.